# Myrsine nukuhivensis
Myrsine nukuhivensis är en viveväxtart som beskrevs av Francis Raymond Fosberg och Sachet. Myrsine nukuhivensis ingår i släktet Myrsine och familjen viveväxter. Inga underarter finns listade i Catalogue of Life.